# Маккин, Дэйв
Дэйв МакКин (англ. Dave McKean) — британский иллюстратор, фотограф, режиссёр, графический художник и автор комиксов. Один из первых авторов создавших работы в направлении фотографическая мозаика.

## Карьера
После поездки в Нью-Йорк в 1986 году он познакомился с Нилом Гейманом, вместе с которым они работали над графическим романом «Violent Cases», вышедшим в 1987 году. В 1988 году он работал над комиксом «Black Orchid,» а также обложками для комиксов «Hellblazer». Начиная с 1989 года он создавал обложки для комиксов Геймана «Песочный человек», и в том же 1989 году совместно с Грантом Моррисоном работал над графическим романом о Бэтмене «Arkham Asylum: A Serious House on Serious Earth».
К более поздним работам относится его сотрудничество с Гейманом над детскими книгами «The Day I Swapped My Dad for Two Goldfish» (1998) и «Волки в стенах» (2003), а также детскими романами «Коралина» (2002) и «История с кладбищем» (2008). «Волки в стенах» были адаптированы под мюзикл, премьера которой состоялась в 2006 году в Глазго. В 2011 году МакКин работал с Ричардом Докинзом над научно-популярной книгой для детей «The Magic of Reality».
В январе 2005 года на фестивале Sundance состоялась премьера его первого фильма «Зеркальная маска», сценарий к которому написал Нил Гейман. До этого он участвовал в производстве нескольких музыкальных клипов и короткометражных фильмов. Выход его второго фильма «Luna» запланирован на 2014 год.

## Работы

### Режиссёр
| Год  | Русское название  | Оригинальное название | Примечания             |
| ---- | ----------------- | --------------------- | ---------------------- |
| 1998 | За неделю до того | The Week Before       | Короткометражный фильм |
| 2002 |                   | N[eon]                | Короткометражный фильм |
| 2005 | Зеркальная маска  | MirrorMask            |                        |
| 2012 | Наше Евангелие    | The Gospel of Us      |                        |
| 2014 |                   | Luna                  |                        |

### Сценарист
| Год  | Русское название  | Оригинальное название | Примечания             |
| ---- | ----------------- | --------------------- | ---------------------- |
| 1998 | За неделю до того | The Week Before       | Короткометражный фильм |
| 2002 |                   | N[eon]                | Короткометражный фильм |
| 2005 | Зеркальная маска  | MirrorMask            |                        |
| 2014 |                   | Luna                  |                        |

### Продюсер
| Год  | Русское название                 | Оригинальное название      | Примечания |
| ---- | -------------------------------- | -------------------------- | ---------- |
| 2006 | Создание фильма Зеркальная маска | The Making of 'MirrorMask' | Видео      |

### Цифровой художник
| Год  | Русское название | Оригинальное название | Примечания             |
| ---- | ---------------- | --------------------- | ---------------------- |
| 1998 |                  | The Falconer          | Телефильм              |
| 2000 | Психушка         | Asylum                | Короткометражный фильм |

### Художник-постановщик
| Год  | Русское название | Оригинальное название | Примечания |
| ---- | ---------------- | --------------------- | ---------- |
| 2005 | Зеркальная маска | MirrorMask            |            |
| 2014 |                  | Luna                  |            |

### Монтажёр
| Год  | Русское название | Оригинальное название | Примечания |
| ---- | ---------------- | --------------------- | ---------- |
| 2012 | Наше Евангелие   | The Gospel of Us      |            |
| 2014 |                  | Luna                  |            |

### Композитор
| Год  | Русское название | Оригинальное название | Примечания             |
| ---- | ---------------- | --------------------- | ---------------------- |
| 2002 |                  | N[eon]                | Короткометражный фильм |
| 2012 | Наше Евангелие   | The Gospel of Us      |                        |